# Stromatolit

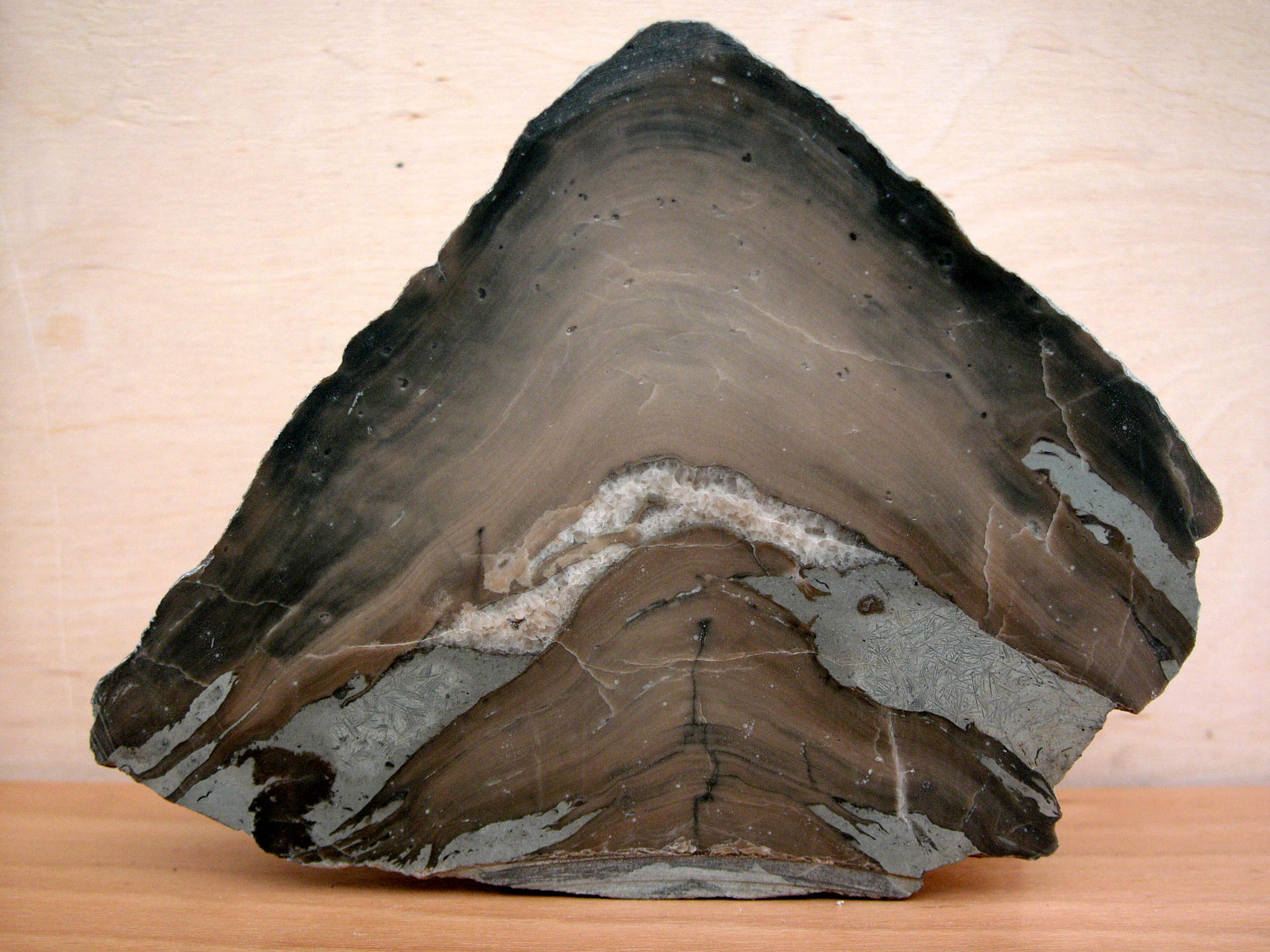
Průřez stromatolitem z ostrova Gotland (Švédsko)

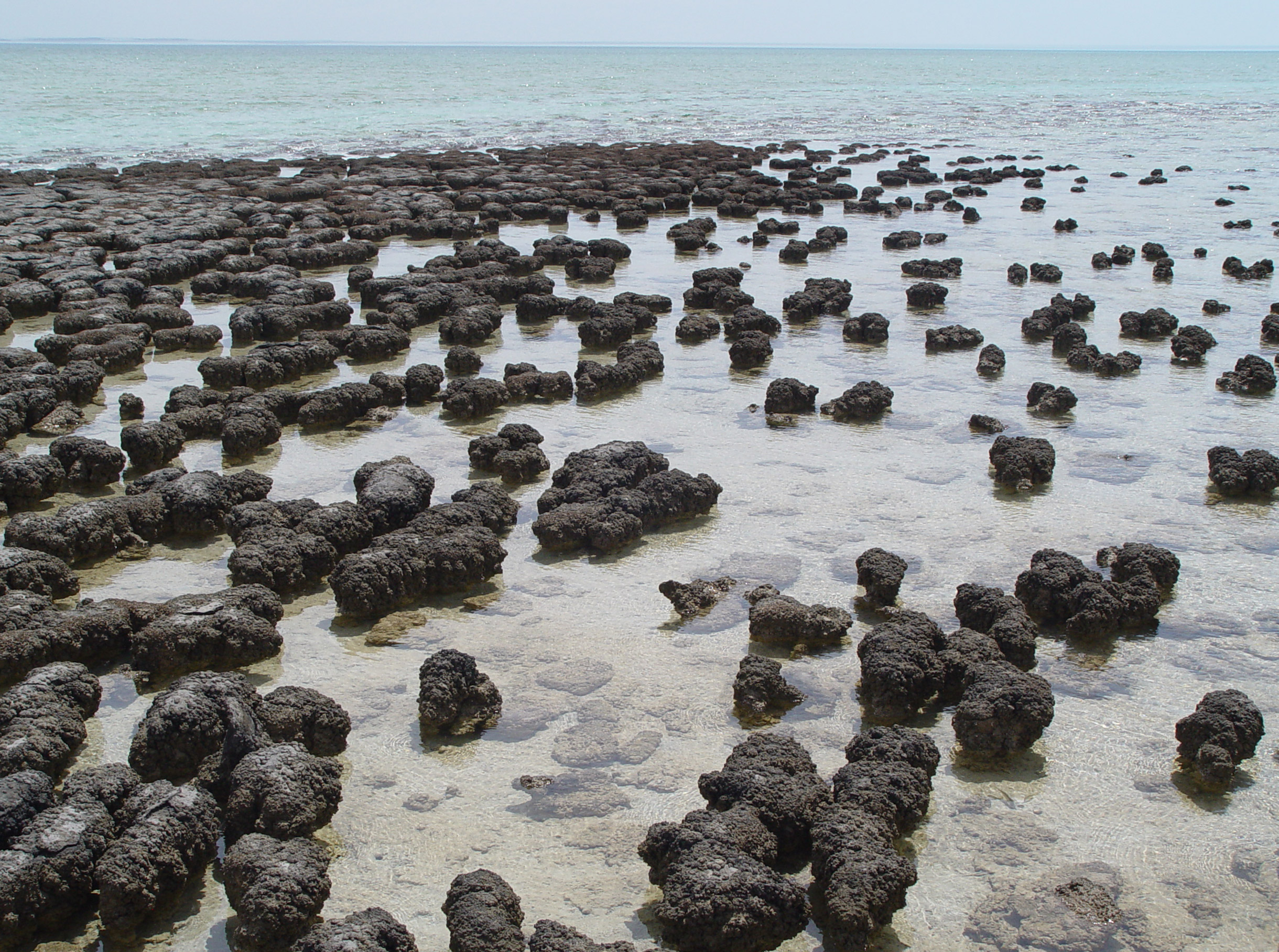
Současné kolonie stromatolitů (Shark Bay, záp. Austrálie)

Stromatolit (z řeckého strōma – vrstva a lithos – kámen) je hlízovitá vápnitá biogenní usazenina bochníkovitého až polokulovitého tvaru. Je tvořena povlaky kalu bohatého na vápník, který se vysrážel, nebo jinak dostal na povrch porostů sinic nebo bakterií v bezkyslíkatém (nebo málo kyslíkatém) prostředí v mělkých oblastech moří.
Zbytky kolonií stromatolitů přežívají až dodnes, např. u pobřeží Austrálie (Žraločí zátoka).
Stromatolity jsou nejčastější v prekambrických usazeninách, v té době pravděpodobně vznikaly po celém světě. Mikroorganismy, které se podílely na jejich tvorbě, patřily mezi první fotosyntetizující organismy a měly pravděpodobně velkou zásluhu na obohacování atmosféry kyslíkem. Než se však jimi uvolňovaný kyslík mohl začít uvolňovat do atmosféry, nejprve v mořích rozpuštěný kyslík zreagoval s veškerým rozpuštěným železem, čímž vznikla současná ložiska železné rudy, např. právě v Austrálii.
Během kambria před 540 mil. let jejich počet prudce klesal, ale lze je najít i v staroprvohorních, případně triasových horninách. Dodnes se vyskytují v některých západoaustralských mořských zátokách s vysokou salinitou, nebo v jezeře Pavilion v Britské Kolumbii.
Stromatolity patří mezi nejstarší zkameněliny z prekambrických usazenin, jsou staré přibližně 3,5 až 3,7 miliardy let. Další nalezené v oblasti u australského North Pole v oblasti Pilbara v západní Austrálii jsou z období prekambria a archaika.
K nejstarším patří i nálezy z Bolívie, jejichž stáří je odhadováno na 2,2 až 2,4 miliard let.